# أبالاتشيكولا
أبالاتشيكولا (بالإنجليزية: Apalachicola)‏ هي مدينة أمريكية تقع في ولاية فلوريدا. تبلغ مساحة هذه المدينة 6.9 (كم²)،ويبلغ عدد سكانها 2334 نسمة حسب إحصاء سنة 2010 م 2334.تشير إحصاءات سنة 2000م بأن الكثافة السكانية في هذه المدينة تقدر بـ(338.3) نسمة/كم2 

## أعلام
- جيمي بلودورث
- نيد بورتر
- ماري روجرز غريغوري
- ألفان وينتورث شابمان
- روبرت لويس هينكلي
- جون غوري